# روجر أفريريل
روجر أفريريل هو محامي وسياسي أمريكي، ولد في 14 أغسطس 1809، وتوفي في 9 ديسمبر 1883. انتخب عضو مجلس نواب كونيتيكت ‏.